# ATI Avivo
ATI Avivo – технологія компанії ATI, що використовується у відеокартах Radeon, починаючи з покоління Radeon X1000 та новіших. Дозволяє збільшити швидкість операцій обробки відеофайлів, включаючи декодування, перекодування, захоплення та виведення відеоматеріалу. Сумісні з Avivo графічні процесори менше навантажують ЦП, якщо використовується програмне забезпечення програвача та декодера, що підтримує технологію. ATI Avivo вже давно замінений Unified Video Decoder (UVD) і Video Coding Engine (VCE).

## Передмова
Війна на ринку відеокарт між ATI і NVIDIA призвела до створення графічних процесорів із постійно зростаючою потужністю обробки з початку 2000-х років. Паралельно з цим збільшенням швидкості та потужності обидва виробники графічних процесорів також повинні були підвищити якість відео. У додатках 3D-графіки акцент на підвищенні якості в основному припадає на згладжування та анізотропну фільтрацію. Однак обидві компанії зрозуміли, що якість відео на ПК також потребує покращення, а поточні API, надані обома компаніями, не бачили багато покращень за кілька поколінь графічних процесорів. Тому ATI вирішила оновити можливості обробки відео GPU за допомогою ATI Avivo, щоб конкурувати з API NVIDIA PureVideo.
Під час випуску серії Radeon HD було анонсовано наступника, ATI Avivo HD, який був представлений на всіх відеокартах Radeon HD 2600 і 2400, які мали бути доступні в липні 2007 року після того, як NVIDIA анонсувала аналогічне рішення для апаратного прискорення PureVideo HD.
У 2011 році Avivo було перейменовано в AMD Media Codec Package, додатковий компонент програмного забезпечення AMD Catalyst. Остання версія випущена в серпні 2012 року. З 2013 року AMD більше не пропонує пакет.

## Програмна підтримка
- ArcSoft TotalMedia Theatre
- Corel WinDVD
- Media Player Classic Home Cinema
- MediaPortal
- Cyberlink PowerDVD
- Внутрішній MPEG-2 декодер у Microsoft Windows Vista
- Nero
- Всі плеєри Linux підтримують Xv вихід (починаючи з AMD Catalyst 9.1 і новіше)